# Luidia clathrata
Luidia clathrata is een kamster uit de familie Luidiidae.
De wetenschappelijke naam van de soort werd in 1825 gepubliceerd door Thomas Say.